# Гербах
Гербах (нем. Gerbach) — община в Германии, в земле Рейнланд-Пфальц. Входит в состав района Доннерсберг. Подчиняется управлению Роккенхаузен. Население 588 чел. Занимает площадь 7,32 км².